# Клас Понтрягіна
Клас Понтрягіна — характеристичний клас, означений для дійсних векторних розшарувань. Уведені в 1947 році радянським математиком Л. С. Понтрягіним.
Для векторного розшарування {\displaystyle \xi } з базою {\displaystyle B} класи Понтрягіна позначаються символом {\displaystyle p_{i}(\xi )\in H^{4i}(B)} і покладаються рівними
{\displaystyle p_{i}(\xi )=(-1)^{i}c_{2i}(\xi \otimes \mathbb {C} )},
де {\displaystyle \xi \otimes \mathbb {C} } — комплексифікація розшарування {\displaystyle \xi }, a {\displaystyle c_{i}} — класи Черна.
Повним класом Понтрягіна називається неоднорідний характеристичний клас
{\displaystyle p(\xi )=1+p_{1}(\xi )+p_{2}(\xi )+\dots }.
Якщо {\displaystyle B} — гладкий многовид і розшарування {\displaystyle \xi } явно не вказується, то припускається що {\displaystyle \xi } є дотичним розшаруванням {\displaystyle B}.

## Властивості
- Через класи Понрягіна виражаються L-клас Хірцебруха і {\displaystyle {\hat {A}}}-клас.
- Якщо {\displaystyle \xi }, {\displaystyle \eta } — два дійсних векторних розшарування над спільною базою, то клас когомологій 
    {\displaystyle p(\xi \oplus \eta )-p(\xi )p(\eta )} має порядок не більше двох.
  - Зокрема, якщо кільце коефіцієнтів містить 1/2, то виконується рівність
    {\displaystyle p(\xi \oplus \eta )=p(\xi )p(\eta )}.
- Класи Понтрягіна з раціональними коефіцієнтами двох гомеоморфних многовидів збігаються (теорема С. П. Новікова)
  - Відомий приклад, який показує, що цілочисельні класи Понтрягіна не є топологічними інваріантами.
- Для 2k-вимірного розшарування {\displaystyle \xi } справедлива рівність
    {\displaystyle p_{k}(\xi )=e(\xi )^{2},}
де {\displaystyle e(\xi )} позначає клас Ейлера.